# 特鲁迪·迈尔
特鲁迪·迈尔（德語：Trudi Meyer，1914年7月13日—1999年10月23日），德国女子竞技体操运动员。她曾代表德国参加1936年夏季奥林匹克运动会体操比赛，获得女子团体全能金牌。